# St. Libory
St. Libory és una vila dels Estats Units a l'estat d'Illinois. Segons el cens del 2000 tenia 583 habitants.

## Demografia
Segons el cens del 2000, St. Libory tenia 583 habitants, 213 habitatges, i 158 famílies. La densitat de població era de 239,5 habitants/km².
Dels 213 habitatges en un 40,8% hi vivien nens de menys de 18 anys, en un 60,1% hi vivien parelles casades, en un 10,3% dones solteres, i en un 25,8% no eren unitats familiars. En el 22,5% dels habitatges hi vivien persones soles el 12,2% de les quals corresponia a persones de 65 anys o més que vivien soles. El nombre mitjà de persones vivint en cada habitatge era de 2,74 i el nombre mitjà de persones que vivien en cada família era de 3,23.
Per edats la població es repartia de la següent manera: un 28,6% tenia menys de 18 anys, un 7,9% entre 18 i 24, un 28,5% entre 25 i 44, un 20,8% de 45 a 60 i un 14,2% 65 anys o més.
L'edat mediana era de 36 anys. Per cada 100 dones de 18 o més anys hi havia 85,7 homes.
La renda mediana per habitatge era de 50.625 $ i la renda mediana per família de 56.625 $. Els homes tenien una renda mediana de 37.273 $ mentre que les dones 28.056 $. La renda per capita de la població era de 20.024 $. Aproximadament el 3,5% de les famílies i el 6% de la població estaven per davall del llindar de pobresa.

## Poblacions properes
El següent diagrama mostra les poblacions més properes.